# Гамбоа, Исайас
Исайас Гамбоа (исп. Isaías Gamboa; 12 декабря 1872, Кали, Колумбия — 23 июля 1904, Кальяо, Перу) — колумбийский и сальвадорский поэт и писатель, переводчик стихотворений английских и французских поэтов.

## Биография
Исайас Гамбоа-Эррера родился в городе Кали 12 декабря 1872 года. Он был третьи ребёнком из семи детей в семье дона Матео Гамбоа-Льянос из Валье-дель-Каука и доньи Тересы, урожденной Эррера-Кордоба. Детство Исайаса прошло на вилле Эль-Мамеяль, расположенной в Серро-де-лос-Кристалес, на окраине города Кали. Обучался в колледже Санта-Либрада. Уроки грамматики и литературы на дому ему преподавал Альсидес Исаакс, брат известного писателя Хорхе Исаакса. Свою поэтическую карьеру начал в группе «Эль-Институто», литературном кружке начинающих авторов.
В апреле 1893 года он переехал в Сальвадор к брату Франсиско Антонио Гамбоа. Преподавал испанский язык, риторику и эстетику в женских средних школах Сан-Сальвадора. Стал членом общества молодых сальвадорских литераторов. Знание английского и французского языков позволило ему заниматься поэтическими переводами. Среди стихотворений, переведённых им на испанский язык, были «Желание» Мэтью Арнолда и «Ворон» Эдгара Аллана По.
Опубликовал свой первый поэтический сборник «Осенние цветы», посвященной красотам сальвадорской природы. Сборнику и его поэме «Эль-Каука» была присуждена первая премия поэтического конкурса города Гватемала. В Сальвадоре его стали называть сальвадорским поэтом, родившимся в Колумбии.
В 1898 году, через год после смерти отца, вернулся в Кали. Через некоторое время переехал в Боготу, где продолжил заниматься педагогической и журналистской деятельностью. В 1899 году участвовал в гражданской войне в Колумбии, известной как тысячедневная война, итогом которой стало появление государства Панама. Дослужился от солдата до звания полковника. Участвовал в революции в Венесуэле, откуда эмигрировал в Коста-Рику. В Сан-Хосе служил учителем в женской средней школе. 
В конце 1901 года переехал в Чили и поселился в Сантьяго, где также занимался педагогической и литературной деятельностью. Издал поэтический сборник «Три стихотворения». В 1903 году художник Хуан Франсиско Гонсалес написал портрет поэта. В апреле 1904 года в Сантьяго был издан его роман «Родная земля».
Заболев туберкулезом, решил вернуться в Колумбию. Он прибыл в порт в Вальпараисо. По дороге ему стало хуже. Поэт был вынужден прервать поездку и высадиться в порту Кальяо в Перу, где был срочно госпитализирован.
23 июля 1904 года в больнице Богоматери Гваделупской в Кальяо он скоропостижно скончался и был похоронен на кладбище Бакихано. Через три года после смерти, в 1907 году, семья поэта решила перезахоронить его останки на родине. Только в 1914 году останки Исайаса Гамбоа были перевезены в Колумбию и погребены в часовне святого Антония, рядом с прахом его отца. Через несколько лет гроб поэта был вынесен из часовни из-за реконструкции, и где его останки находится сейчас неизвестно. В 1927 году в городе Кали ему был поставлен мраморный бюст.